# Nokia Lumia 710
Nokia Lumia 710 (також відома як Nokia Sabre) — смартфон, що виготовлений компанією Nokia та був анонсований 26 жовтня 2011. Працює під управлінням операційної системи Windows Phone 7.5.

## Windows Phone 8
Microsoft оголосила, що Windows Phone 8 не буде доступна для існуючих телефонів, що працюють на Windows Phone 7.5 (у тому числі Lumia 710, оскільки її робота залежить від наявності певних технічних характеристик, наприклад: NFC, microSD, підтримка двоядерних процесорів), але їм будуть доступні деякі можливості нової операційної системи: багатозадачність, нові мапи, Internet Explorer 10, встановлений Skype, новий стартовий екран. Оновлення буде називатись Windows Phone 7.8 (Windows Phone 7 до Windows Phone 8).

## Продажі
В Україні продажі почались 23 березня 2012 року, ціна становила ₴2450 гривень ($300).
У США продажі почались 11 січня 2012 року, початкова ціна становила $49.99 із контрактом. Розповсюджував прилад місцевий оператор мобільного зв'язку T-Mobile.
У Канаді смартфон почав продоватись у лютому за ціною $49 із контрактом. Розповсюджував прилад місцевий оператор мобільного зв'язку Rogers Communications.

## Огляд приладу
- Огляд Nokia Lumia 710 для T-Mobile [Архівовано 21 жовтня 2012 у Wayback Machine.] (англ.)
- Огляд GSM/UMTS-телефону Nokia Lumia 710 [Архівовано 23 серпня 2012 у Wayback Machine.] (рос.)

## Відео
- Музика та розваги - Nokia Lumia 710 [Архівовано 21 вересня 2012 у Wayback Machine.] (англ.)
- Nokia Lumia 710 - офіційний огляд [Архівовано 21 вересня 2012 у Wayback Machine.] від Nokia (англ.)
- Огляд Nokia Lumia 710 на PhoneArena (англ.)
- Огляд Nokia Lumia 710 [Архівовано 20 вересня 2012 у Wayback Machine.] на MobileTechReview (англ.)